# Ligne de tramway 581/2
Ne doit pas être confondu avec Ligne de tramway 581/3.
La ligne 581/2 d'après son numéro de tableau horaire est une ancienne ligne de tramway du Groupe de Tongres de la Société nationale des chemins de fer vicinaux (SNCV) qui a fonctionné entre mars 1936 et le 1er janvier 1950.

## Histoire
La ligne est mise en service pour le trafic fret en 1934 entre Zutendaal et Lanaken (nouvelle section, capital 156), il faut cependant attendre mars 1936 pour voir la mise en service d'un service voyageurs.

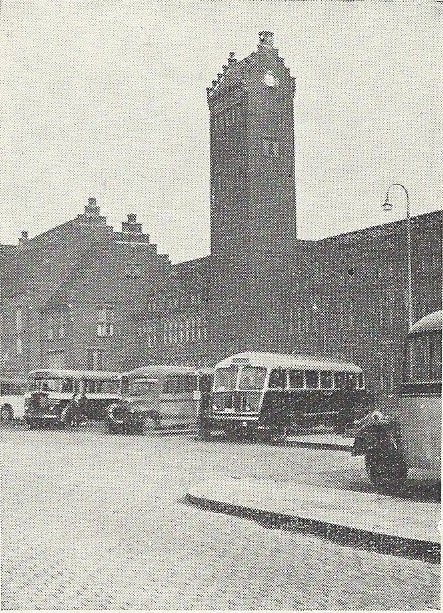
Autobus de la ligne 891 à Maastricht au début de l'année 1950.

En octobre 1949 la SNCV met en service un nouveau service d'autobus entre Genk et Smeermaas dans le but à terme de relier Maastricht (tableau 891), deux mois après le 1er janvier 1950, le service voyageurs par tramway est supprimé tandis que l'autobus est prolongé à Maastricht,,.
Ses voies sont fermées à tout trafic au cours de l'année 1952.